# MBK Mykolajiv
Moenitsypalnyj Basketbolnyj kloeb Mykolajiv (Oekraïens: Муніципальний баскетбольный клуб Миколаїв) is een Oekraïense professionele basketbalclub uit Mykolajiv. De club speelde zijn thuiswedstrijden in het Ukrainian SL Favorit Sport.

## Geschiedenis
De club is opgericht in 1972 als Spartak Nikolajev. In 1977 veranderde de naam in NKI Nikolajev. In 1993 heette de club één seizoen Korabel  Mykolajiv, (Scheepsbouwer). In 1994 werd de naam SK Mykolajiv, met de plaatsnaam in het Oekraïens. In 2000 kreeg ze haar huidige naam MBK Mykolajiv. In 1992 werd MBK Mykolajiv tweede om het Landskampioenschap van Oekraïne. In 1999 haalde MBK Mykolajiv de finale om de Beker van Oekraïne. Ze verloren in de finale van CSKA Riko Kiev met 47-71. In 2001 haalde MBK Mykolajiv weer de finale om de Beker van Oekraïne. Nu verloren ze in de finale van MBK Odessa met 81-82.

## Erelijst
- Landskampioen Oekraïne: 
  - Tweede: 1992
  - Derde: 1993, 1998

- Bekerwinnaar Oekraïne: 
  - Runner-up: 1999, 2001

## Bekende (oud)-coaches
- - Viktor Bozjenar (1972-1976)
- - Volodymyr Rodovynskyj (1976-1986)

## Bekende (oud)-spelers
- - Olekandr Petrov
- - Leonid Sjimanskyj